# Cleome usambarica
Cleome usambarica là một loài thực vật có hoa trong họ Màng màng. Loài này được Pax ex Engl. mô tả khoa học đầu tiên năm 1895.